# Shifodong

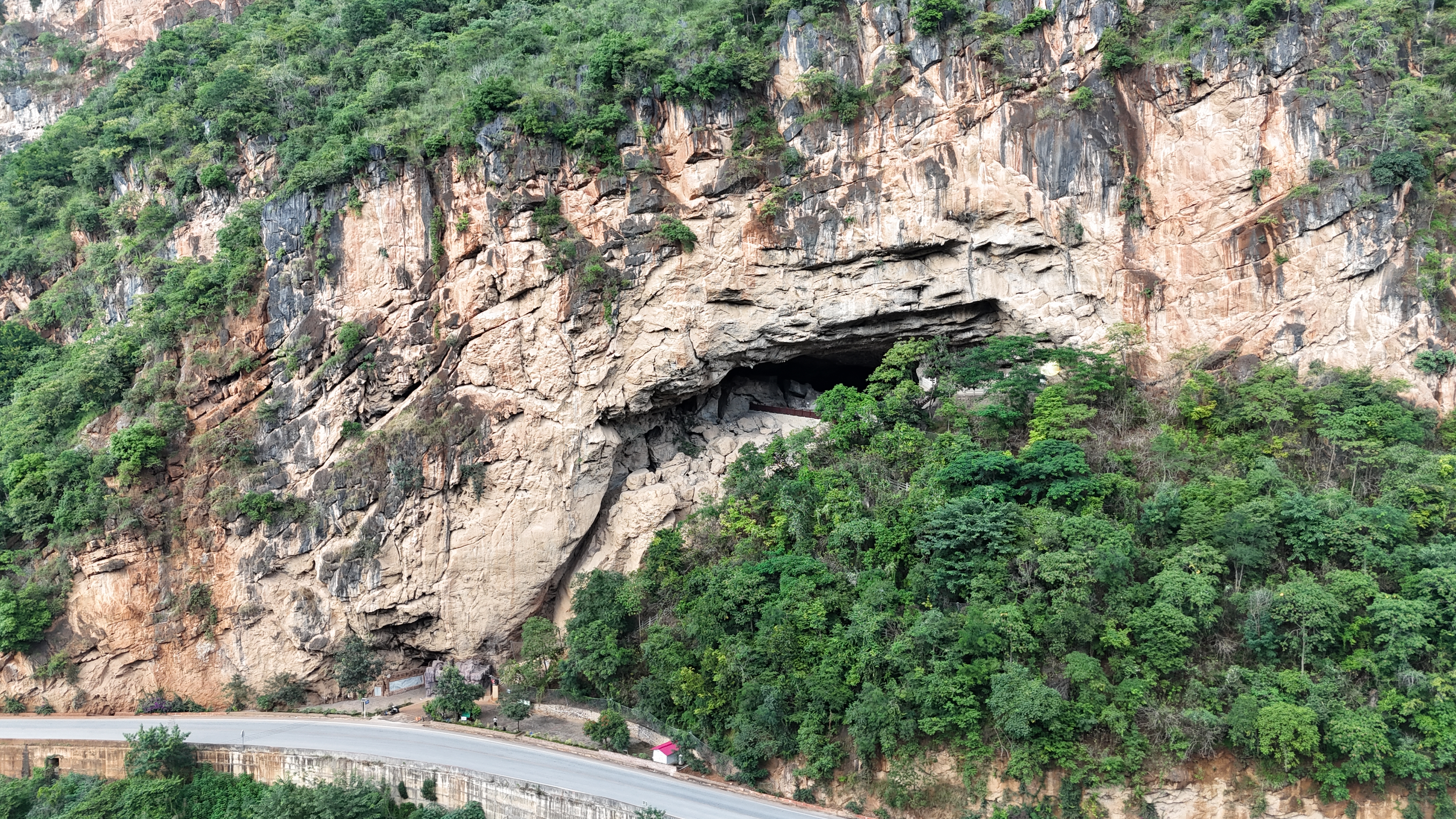
Shifo-Höhle

Die Shifodong-Höhlenstätte oder Stätte der Shifo-Höhle (chinesisch 石佛洞遗址, Pinyin Shífódòng yízhǐ, englisch Shifo Cave site) ist eine etwa dreitausend Jahre alte neolithische Stätte im Autonomen Kreis Gengma der Dai und Va der bezirksfreien Stadt Lincang im Westen der chinesischen Provinz Yunnan. Die Stätte liegt 25 km südlich des Ortes Gengma am Ufer des Flusses Xiaohei Jiang (小黑江). Die Höhle ist durch eine Verschiebung der Erdkruste entstanden. Die dort entdeckten Funde zeigen, dass vor dreitausend Jahren das Pflügen mit Ochsen, Reisanbau, Brennen von Keramik, feine Steingeräte, feine farbige Keramik und feine Modellierung bekannt war und somit die Funde zur fortschrittlichsten neolithischen Kultur im Südwesten Chinas gehörten.
Die Shifodong-Höhlenstätte steht seit 1996 auf der Liste der Denkmäler der Volksrepublik China (4-18).